# Karima Delli

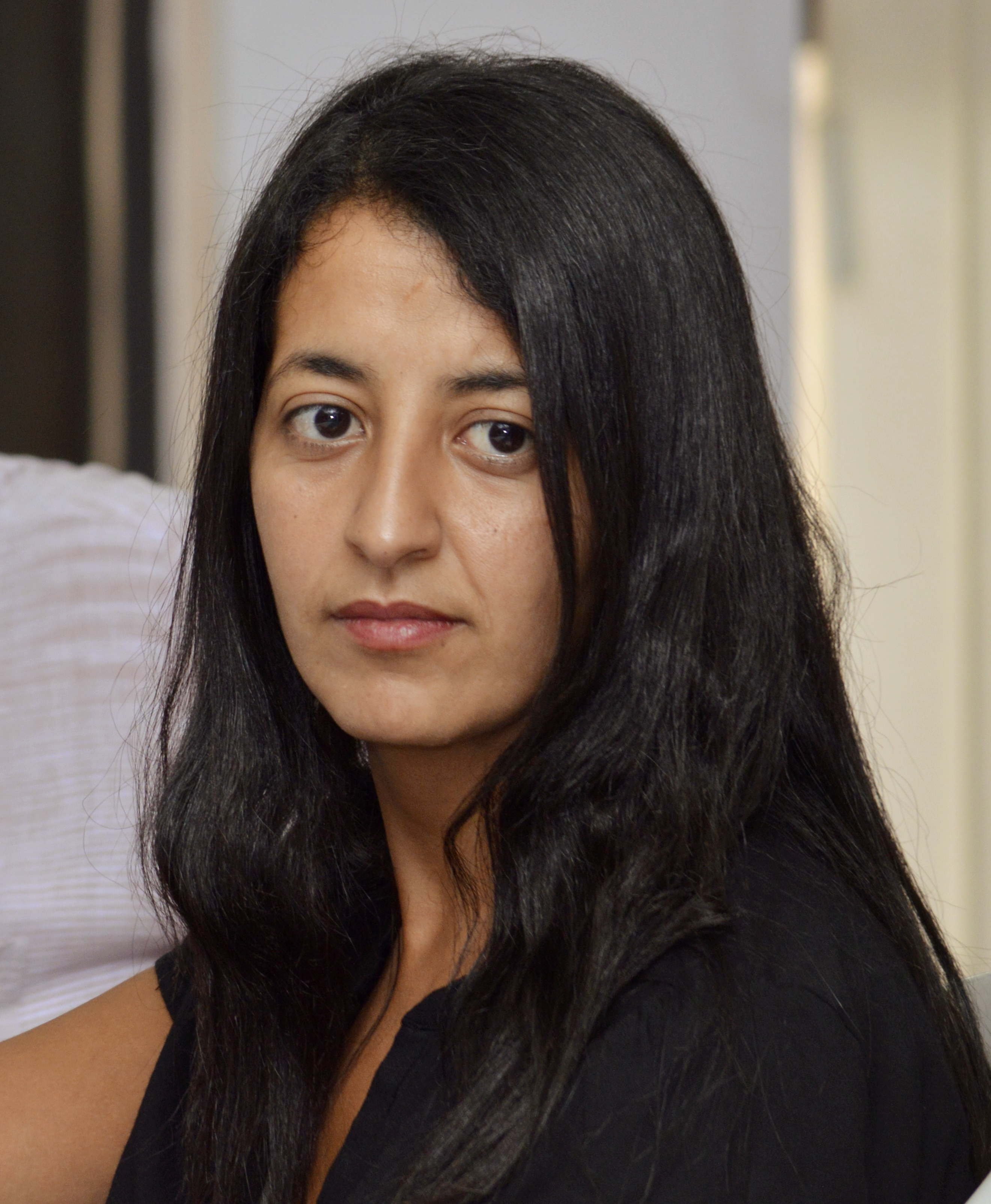
Karima Delli (2012)

Karima Delli (* 4. März 1979 in Roubaix) ist eine französische Politikerin (EELV). Delli ist seit 2009 Mitglied des Europäischen Parlaments, sie wurde 2014 und 2019 wiedergewählt und ist Mitglied der Fraktion Die Grünen/EFA.

## Leben und Studium
Karima Delli wuchs in Tourcoing in einfachen Verhältnissen auf. Sie ist Tochter algerischer Einwanderer, ihr Vater ist Arbeiter in der Textilindustrie. Delli ist das neunte von dreizehn Kindern der Familie. Nach dem Abschluss an der Oberschule für Industrie und Handel nahm sie in Lille ein Studium auf, das sie 2004 mit einem dem Master entsprechenden diplôme d'études approfondies (DEA) in Politischer Wissenschaft abschloss.
Ab 2004 war Delli Parlamentarische Assistentin der Senatorin Marie-Christine Blandin. Parallel dazu nahm sie die Arbeit an einer politikwissenschaftlichen Promotion auf.

## Politik
Delli ist seit 2005 Mitglied bei der grünen Partei Les Verts, bei den Parlamentswahlen 2007 kandidierte sie im Département Pas-de-Calais. Von 2007 bis 2008 war sie Sprecherin der parteinahen Jugendorganisation Les Jeunes Verts. Darüber hinaus betrieb sie politische Aktivitäten außerhalb traditioneller Organisationen, so etwa im Collectif Jeudi Noir, einem Aktionsbündnis gegen hohe Mieten und die Immobilienblase.
Bei der Europawahl 2009 wurde Karima Delli über die von Daniel Cohn-Bendit initiierte und angeführte Liste Europe Écologie in das Europäische Parlament gewählt. Sie kandidierte im Wahlkreis Île-de-France, wo die Liste einen Wählerstimmenanteil von 20,9 % erreichte. Im Parlament gehört Delli der Fraktion Grüne/EFA an. Sie ist Mitglied im Ausschuss für Beschäftigung und soziale Angelegenheiten und in der Delegation für die Beziehungen zu Indien. Als Stellvertreterin ist sie im Ausschuss für regionale Entwicklung tätig.
Auch bei der Europawahl 2014 kandidierte sie erneut und wurde wiedergewählt. In der achten Legislaturperiode (2014–2019) war sie, unter anderem, ab dem 25. Januar 2017 Vorsitzende des Ausschusses für Verkehr und Tourismus.
2019 nominierte ihre Partei sie erneut für die Wahlliste der Europawahl 2019: Sie erhielt Platz 6 auf der gemeinsamen Liste von Europe Écologie-Les Verts (EELV), Alliance écologiste indépendante (AEI) sowie Régions et peuples solidaires. Die gemeinsame Liste gewann 13,43 Prozent und damit 13 der 79 französischen Mandate, darunter auch Delli. Sie trat erneut der Fraktion der Grünen/EFA bei. Für ihre Fraktion ist sie in der neunten Legislaturperiode, wie zuvor, Mitglied im Ausschuss für Verkehr und Tourismus, und stellvertretendes Mitglied im Haushaltsausschuss.